# Dajr Abu Hinnis
Dajr Abu Hinnis – miejscowość w Egipcie, w muhafazie Al-Minja. W 2006 roku liczyła 19 638 mieszkańców. Zamieszkana jest w większości przez chrześcijańskich Koptów.